# Phyllomedusa distincta
Phyllomedusa distincta es una especie de anfibios de la familia Phyllomedusidae. Es endémica de Brasil.
Sus hábitats naturales incluyen bosques tropicales o subtropicales secos y a baja altitud y marismas de agua dulce. Está amenazada de extinción por la destrucción de su hábitat natural.